# Magnésio Dimalato
Magnésio Dimalato é uma fusão entre o mineral Magnésio e o composto orgânico Ácido Málico. 
Essa fusão dá origem a uma forma de magnésio 100% biodisponível, já que o ácido málico é altamente quelante. 
Essa biodisponibilidade faz com que o corpo absorva 8x mais magnésio, potencializando os benefícios do mesmo no organismo. 

## Principais Características
O magnésio participa de aproximadamente 350 reações enzimáticas no organismo, já que é cofator de enzimas do metabolismo glicídico, lipídico, proteicos e dos ácidos nucléicos. Portanto, garantir níveis elevados de magnésio ajuda seu corpo a trabalhar melhor. 
Além disso, 50% do magnésio absorvido é usado na composição dos ossos, enquanto o restante é distribuído entre os músculos e os tecidos moles.
Apesar de ser encontrado nos alimentos, muitas vezes não é possível suprir as necessidades diárias de magnésio apenas na alimentação, já que o solo brasileiro é pobre em quantidades desse mineral, que é muito mais presente em solos vulcânicos.
Por isso, a suplementação de magnésio dimalato acaba suprindo essa necessidade.
A deficiência de magnésio vem sendo associada ao surgimento de diversas doenças crônicas, e é crescente o número de evidências científicas que apontam o papel protetor desse nutrientes da dieta ou na suplementação para evitar a progressão de doenças. 